# Apeadeiro de Soito
O Apeadeiro de Soito é uma interface da Linha da Beira Alta, que serve a localidade de Soito, na freguesia de Espinho, no Distrito de Viseu, em Portugal.

## Descrição
O abrigo de plataforma situa-se do lado sul da via (lado direito do sentido ascendente, a Vilar Formoso).

## História
A Linha da Beira Alta foi inaugurada pela Companhia dos Caminhos de Ferro Portugueses da Beira Alta em 1 de Julho de 1883. Soito não constava entre as estações e apeadeiros existentes na linha à data de inauguração, porém, tendo este interface sido criado posteriormente, antes de 1913.
Um diploma de 21 de Outubro de 1936 do Ministério das Obras Públicas e Comunicações aprovou um projecto de aviso ao público da Companhia da Beira Alta, relativo ao serviço de mercadorias prestado na gare de Soito, que nessa altura tinha a categoria de paragem.

Um outro diploma, de 1949, atribuiu distâncias próprias à Paragem de Soito, de acordo com um projecto de aditamento aos quadros de distâncias de aplicação quilométrica na Linha da Beira Alta, proposto pela Companhia dos Caminhos de Ferro Portugueses, que começara a explorar esta linha em 1 de Janeiro de 1947.